# Juri Konstantinowitsch Jefremow
Juri Konstantinowitsch Jefremow (russisch Юрий Константинович Ефремов, wiss. Transliteration Jurij Konstantinovič Efremov; geb. 1913 in Moskau; gest. 1999 ebenda) war ein russischer Schriftsteller und Geograph. 
Er galt als ein Spezialist für physische Geographie und lehrte an der Fakultät für Geographie der Universität Moskau. Sein Reisepass trug den Vornamen Georgi, unter dem er auch Werke veröffentlicht hat.
Zu seinen auf Deutsch erschienenen Publikationen gehören Im Lande der Vulkane: Die Kurilischen Inseln und Insel des ewigen Sommers: Eine Reise durch Ceylon.

## Publikationen
- Im Lande der Vulkane: Die Kurilischen Inseln. Berlin. Verlag Neues Leben. 1953 (Kuril'skoe ožerel'e, dt.)
- Insel des ewigen Sommers: Eine Reise durch Ceylon. Aus d. Russ. übertr. v. Hans-Joachim Thier; Leipzig : Brockhaus  1960 (Ostrov večnogo leta, dt.)